# Qingyi He
Qingyi He är ett vattendrag i Kina. Det ligger i provinsen Henan, i den centrala delen av landet, omkring 130 kilometer sydost om provinshuvudstaden Zhengzhou.
Genomsnittlig årsnederbörd är 863 millimeter. Den regnigaste månaden är juli, med i genomsnitt 176 mm nederbörd, och den torraste är januari, med 7 mm nederbörd.